# Захаров, Михаил Иванович (предоблисполкома)
Михаи́л Ива́нович Заха́ров (18 [31] декабря 1904, Николаев — 12 сентября 1985) — советский хозяйственный, государственный, политический и партийный деятель.

## Биография
Родился в 1904 году. Член ВКП(б).
С 1921 года — на хозяйственной, общественной и политической работе.
В 1921—1960 гг. — сельский пастух, участник Гражданской войны, секретарь сельского Совета, комсорг волости, председатель правления клуба шахтёров, заведующий культпросвета Макеевского металлургического завода, председатель Курского облплана, заместитель председателя Курского облисполкома, участник Великой Отечественной войны, ответственный организатор Управления кадров ЦК ВКП(б), 2-й секретарь Курского областного комитета ВКП(б), председатель Исполнительного комитета Пензенского областного Совета, заместитель, первый заместитель председателя Алтайского краевого Исполнительного комитета.
Избирался депутатом Верховного Совета СССР 2-го созыва.
Умер 12 сентября 1985 года.

## Награды
- Орден Отечественной войны II степени (1985)
- Два ордена Трудового Красного Знамени (в том числе 1958)
- Медаль «Партизану Отечественной войны» I степени
- медали